# 新加坡国徽
新加坡国徽（英語：Coat of arms of Singapore）是代表东南亚岛国新加坡的国徽，也是代表该国的纹章标志。1959年，新加坡成為大英帝国自治邦，同年这一标志得到通过。标志以及新加坡的国旗和国歌均由时任副总理杜进才领导的委员会负责设计。
国徽中央是一面红色盾牌，上面刻有一轮白色的新月，这代表一个正在崛起的年轻国家；以及五颗白色的星星，代表包括多元文化政策在内的各种国家理想。
盾牌左右分别为脚踩着金叶、同时站立着的狮子与老虎，它们分别代表新加坡和马来西亚。下面是一条蓝绶带，上面用马来语书写着金色的（“前进吧，新加坡”）。虽然该国徽仅限于政府使用，但这一标志在新加坡货币和国家装饰品上广泛使用，并出现在新加坡护照的封面上。

## 历史
1959年新加坡取得自治时，首任总理李光耀决心为这个新的自治邦创作一个徽章，以取代在此之前一直使用的英国皇家徽章。新加坡成立了一个专门的委员会来设计自治邦标志，该委员会由时任新加坡副总理杜进才领导，他希望新加坡的邦徽和邦旗能够代表该国统一的多民族社会。
邦徽和邦旗是该委员会在两个月的时间里设计出来的。1959年11月，时任新加坡文化部长拉惹勒南（Sinnathamby Rajaratnam）向立法议会提交了一项确立新加坡自治邦标志的法律，该法案得到批准。于是在1959年12月3日，新加坡的邦徽、邦旗和邦歌首次呈现在新加坡人民面前。

杜进才在1989年接受采访时表示，当他获委任创造自治邦的象征的时候，“有了邦歌，（他们）还需要设计邦旗和邦徽”。他认为新加坡的邦旗应该和聯合傑克并排飘扬。杜进一步指出：
邦徽方面，我们加入了五颗星与新月的元素……还有紧邻着的狮子和老虎。在（新加坡）本地，老虎确实是比狮子更加本地化的动物。而旧市议会也有只狮子。这的确与我们的新加坡自治概念融合。

伴随着1965年8月9日新加坡脱离马来西亚联邦获得独立，新加坡邦徽也成为了新加坡国徽。

## 内涵
国徽的中心有一个红色盾牌，上面有五颗白色五角星，悬挂在一个白色新月上，这与新加坡国旗和民用船舶国旗等处的国家标志相似。 红色象征“全人类的平等和像兄弟一样的友谊” ，白色象征“遍及和永恒的纯洁和美德”。新月象征着“一个正在崛起的年轻国家” ，五角星则代表国家的五大理想：民主、和平、进步、正义和平等。
这个盾牌由一头狮子和一只老虎支撑着。老虎象征着这个国家与马来西亚的历史和密切关系，而狮子则代表着新加坡本身。在狮子和老虎的下方有一条蓝丝带，上面用金色写着国家格言，意为“前进吧，新加坡”，这也是新加坡国歌的名称。

## 用途

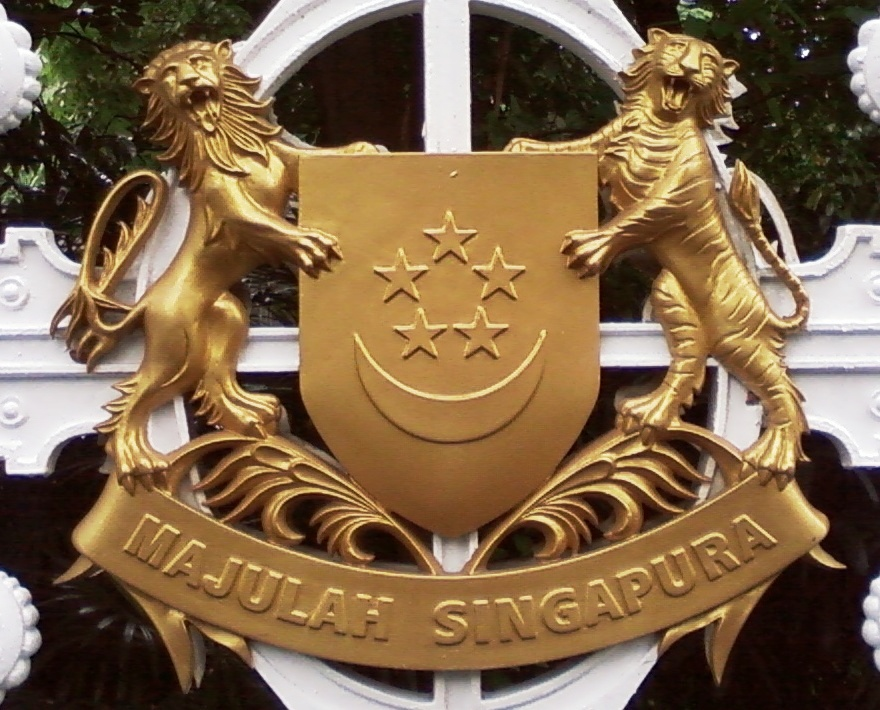
新加坡国徽悬挂在在新加坡總統府的正门。

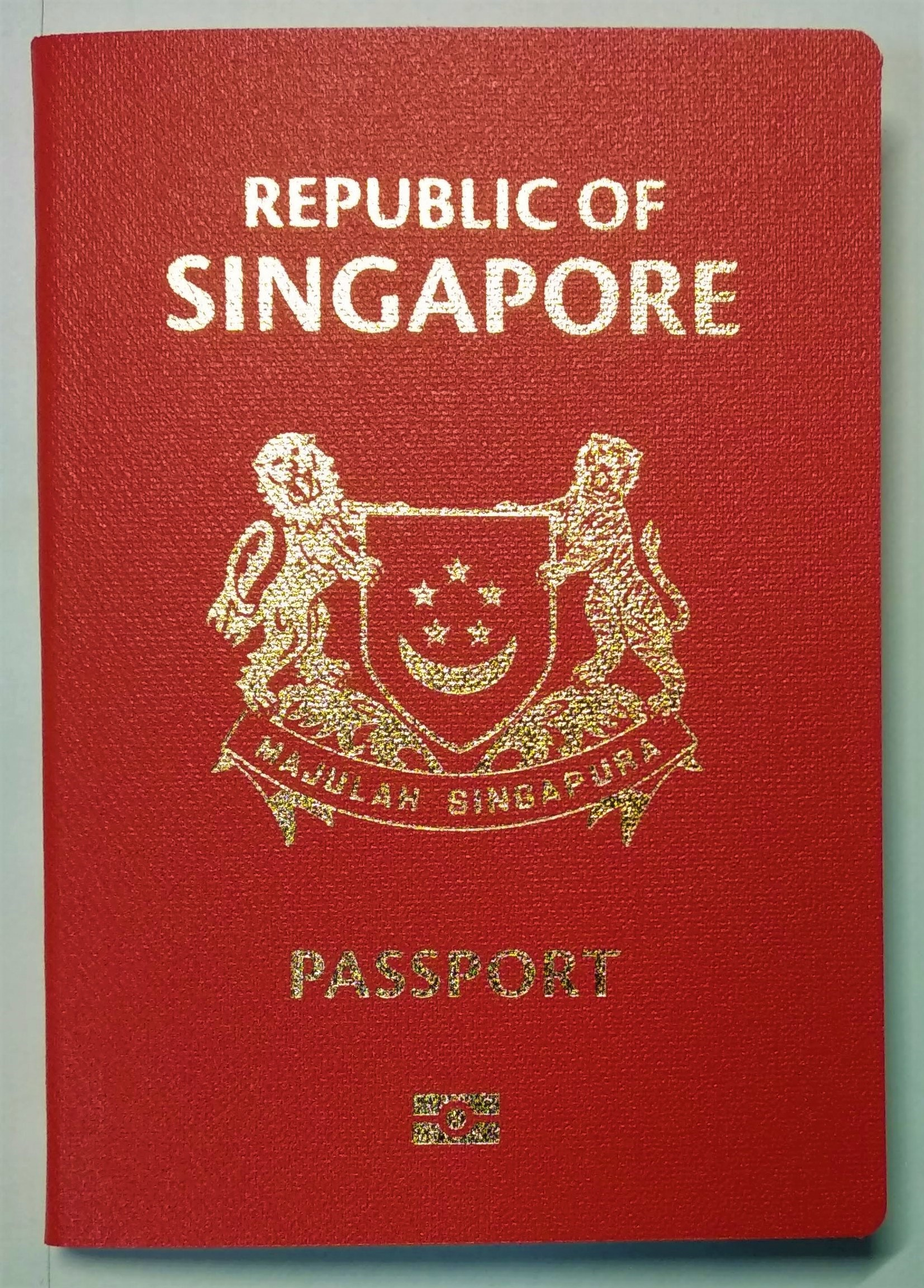
新加坡护照上的国徽图案

1985年，新加坡金融管理局开始发行第二套硬币，新加坡国徽首次出现在硬币上。硬币的正面有国徽图案，周围刻有以四种官方语言（中文書面語、马来语、泰米尔文和英文）书写的新加坡国名，以及铸币的年份。受雕刻技术限制，国徽无法以三维的效果铸上钱币，因此便采用较时髦的版本，将国徽的横幅向上拱，成为“苦脸”。随着雕刻技术的进步，当局可以铸出原本的国徽设计，即是将横幅向下凹。于是从1992年起，这一设计便开始用在硬币上，成为“笑脸”。2011年，网络上流传着“苦脸和笑脸与1997年金融危机有关”的说法，称风水师建议将这一图案改为笑脸以转运。新加坡金融管理局则回应称，苦脸和笑脸与国徽有关，与金融危机无关。该局还曾表示，自1967年“兰花”（Orchid）系列以来，所有新加坡纸币上都出现了国徽。
新加坡的国家勋章上也有国徽图案。例如，淡马锡勋章和新加坡荣誉勋章上有完整的国徽图案，而殊功勋章则只显示了国徽上的盾牌。

## 规定
根据《新加坡国徽、国旗和国歌规定》（Singapore Arms and Flag and National Anthem Rules） ，国徽仅限于政府使用。未经新加坡通讯及新闻部的明确许可，任何个人或团体不得印刷、制造、展示或出售任何描绘国徽的东西，或包庇此类行为。规定还禁止使用任何容易被误认为是国徽的图案或符号。希望在文学作品中使用国徽的人也必须事先获得新加坡通讯及新闻部的许可。该规定中的唯一例外是，政府官员和部委可以在大楼外墙和印刷文件上使用国徽。